# 강준호 (권투 선수)
강준호(姜俊鎬, 1928년 6월 22일~1990년 9월 24일)는 대한민국의 권투 선수, 지도자로 1952년 하계 올림픽에서 밴텀급 동메달을 획득했다.

## 경력
황해도 해주부 출신으로 해주공업고등학교를 졸업했다. 1949년 함경남도 원산의 복싱 체육관에서 박순원의 지도를 받았다. 1950년 5월 조선민주주의인민공화국 아마추어 복싱 선수권대회 페더급에서 우승을 차지했으며, 그 해에 6.25 전쟁이 발발하자 스승인 박순원과 함께 부산으로 월남했다. 이후 대한민국 육군에 입대하여 수도사단 1연대 수색중대에서 복무했으며, 군 복무 도중인 1951년 10월에 광주에서 열린 1951년 전국체육대회에 참가하여 밴텀급에서 이명근을 꺾고 우승을 차지했다. 이후 군 복무와 권투 선수 생활을 병행하기 위해 육군 헌병으로 보직을 바꿨으며 1952년 4월 부산에서 열린 올림픽 국가대표 선발전에서 박금현을 꺾으며 밴텀급 국가대표로 발탁되었다.
같은 해 7월 핀란드 헬싱키에서 열린 1952년 하계 올림픽에서 밴텀급 종목에 출전하여 16강 상대인 이란의 파즐로아 니하와 훗날의 세계 복싱 협회(WBA) 페더급 챔피언이 되는 미국의 데이비 무어를 꺾으며 준결승에 진출했고 준결승에서 아일랜드의 존 맥널리에게 0-3 판정패하면서 3위에 올랐다. 이후 1954년 5월 필리핀 마닐라에서 열린 1954년 아시안 게임 밴텀급에 참가하였으며 첫 상대인 필리핀의 알레한드로 오르투오스테에게 패하며 메달 획득에는 실패했다. 이후 1955년 4월 중화민국 국군과의 군인 권투 친선전에 참가했고 1957년에 현역 생활을 마쳤다.
1963년에 군에서 제대하였고 1967년 5월부터 1년간 청와대 경호실장 박종규가 운영한 복싱 클럽인 골든 올림피아의 코치를 맡았다. 이후 국가대표팀 코치가 되어 1968년 하계 올림픽과 1972년 하계 올림픽에 참가하는 지용주와 장규철 등 권투 선수들을 지도했다. 이후엗 1974년 아시안 게임, 1975년 아시아 선수권 대회, 1977년 태국 국왕컵, 1977년 아시아 선수권 대회 등 대회에서 대한민국 선수들을 지도했다. 이 밖에 프로 선수 양성에도 관여하여 김상현(WBC 라이트웰터급 챔피언)과 박찬희(WBC 플라이급 챔피언) 같은 프로 권투 선수들을 훈련시켰다.
1990년 서울에서 지병으로 사망하였다.